# Dorcopsis hageni
El gran walabí del bosque o dorcopsis de rayas blancas (Dorcopsis hageni) es una especie de marsupial en Macropodidae familia. Se encuentra en el Papúa Occidental, Indonesia y Papúa Nueva Guinea